# French Stewart
Milton French Stewart (Albuquerque, 20 februari 1964) is een Amerikaans acteur. Hij werd in 1997, 1998 en 1999 genomineerd voor een Screen Actors Guild Award samen met alle acteurs van de komedieserie 3rd Rock from the Sun. Hierin speelde hij in alle 139 afleveringen (1996-2001) als Harry Solomon, een van de vijf hoofdpersonages. Stewart werd in 2000 genomineerd voor een Daytime Emmy Award voor het inspreken van de stem van Icarus in de animatieserie Hercules.
Stewart maakte zijn acteerdebuut in de komedieserie The New WKRP in Cincinnati, waarin hij in 1992 in zes afleveringen verscheen als het personage Razor Dee. Twee jaar later was hij voor het eerst te zien op het witte doek, als Lieutenant Ferretti in de sciencefictionfilm Stargate. Dat bleek voor Stewart de eerste van meer dan twintig filmrollen, meer dan dertig inclusief die in televisiefilms.
Stewart trouwde in 1998 met actrice Katherine LaNasa, maar aan hun huwelijk kwam in 2009 officieel een einde.

## Filmografie
*Exclusief 10+ televisiefilms
| - More Beautiful for Having Been Broken (2019) - Opposite Day (2009) - Give 'Em Hell, Malone (2009) - Dog Gone (2008) - Surveillance (2008) - The Flock (2007) - If I Had Known I Was a Genius (2007) - My Name Is... (2005) - Duck (2005) - Inspector Gadget 2 (2003) - Clockstoppers (2002) - Naked Movie (2002) - Home Alone 4: Taking Back the House (2002, televisiefilm) | - Bartok the Magnificent (1999, stem) - Love Stinks (1999) - Dick (1999) - Hercules: Zero to Hero (1999, stem) - It's Tough to Be a Bug (1998, stem) - McHale's Navy (1997) - Broken Arrow (1996) - Magic Island (1995) - Glory Daze (1995) - Leaving Las Vegas (1995) - The Poison Tasters (1995) - Stargate (1994) |

## Televisieseries
*Exclusief eenmalige gastrollen
- The Closer - Gary Evans (2007, drie afleveringen)
- Misconceptions - Stewart (2006, zeven afleveringen)
- Less Than Perfect - Gene Schmidtline (2003-2005, drie afleveringen)
- God, the Devil and Bob - Bob Allman (2000-2003, dertien afleveringen)
- 3rd Rock from the Sun - Harry Solomon (1996-2001, 139 afleveringen)
- Buzz Lightyear of Star Command - Rentwhistle Swack (2000, drie afleveringen - stem)
- Hercules - Icarus (1998-1999, negen afleveringen - stem)
- The New WKRP in Cincinnati - Razor Dee (1992-1993, zes afleveringen)

- Bibsys: 12015611
- Bibliothèque nationale de France: cb14230069n (data)
- Gemeinsame Normdatei: 140717412
- International Standard Name Identifier: 0000 0001 1487 5893
- Library of Congress Control Number: nr2002001565
- Nederlandse Thesaurus van Auteursnamen: 245009094
- Système universitaire de documentation: 242453694
- Virtual International Authority File: 9777843
- WorldCat: E39PBJtxdQphFB83HH33c9mfMP